# Iwate

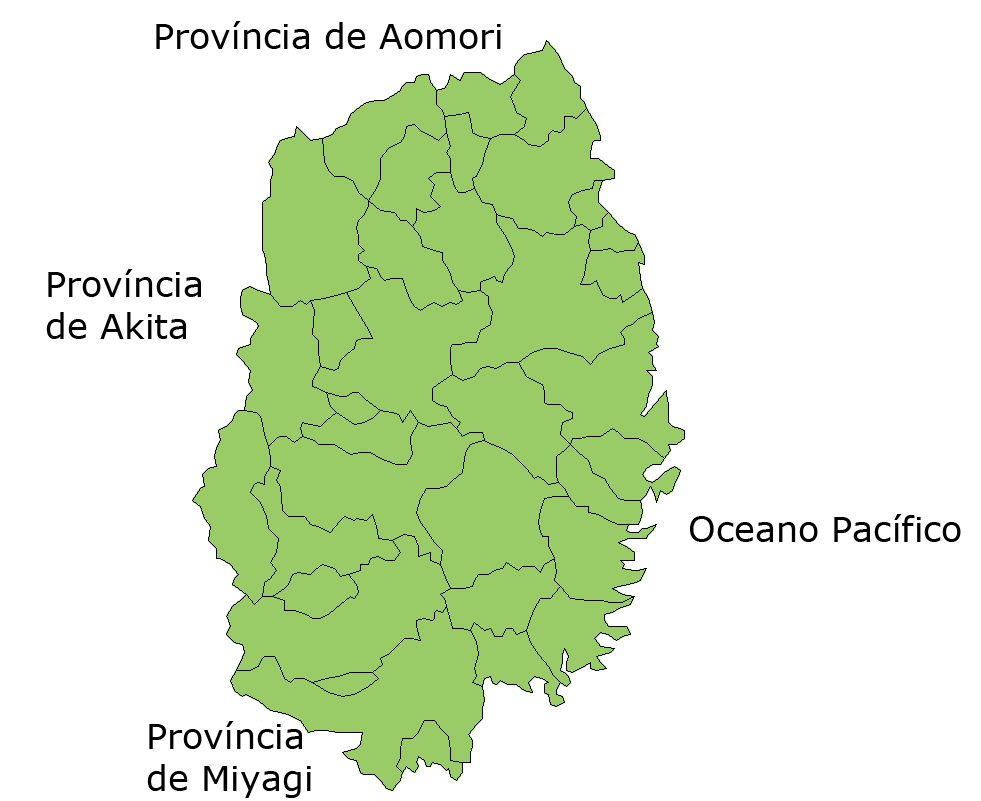
Mapa da prefeitura de Iwate

Iwate (岩手県, Iwate-ken) é uma prefeitura do Japão, localizada na região de Tohoku, na ilha de Honshu. A sua capital é Morioka. Com uma área de 15 278 km², é a maior após Hokkaido.

## História
Até a Restauração Meiji, que substituiu do antigo sistema de províncias por prefeituras, o território da prefeitura de Iwate era conhecida como Província de Mutsu.
A prefeitura de Iwate foi criada em 1876, após a Guerra Boshin, que iniciou a Restauração Meiji. Enquanto a ilha inteira de Honshu foi reivindicada pelo Governo japonês (ou Yamato), desde tempos remotos como um tipo de direito divino ou destino manifesto, as forças imperiais não conseguiram ocupar qualquer área do que hoje é Iwate até o ano de 802, quando dois poderosos líderes Emishi, Aterui e More, renderam-se no Forte de Isawa.
A região hoje conhecida como prefeitura de Iwate era habitada pelo povo Jomon, que deixaram artefatos por toda a prefeitura. Por exemplo, um grande número de covas do período Jomon médio (2 800 – 1 900 AC) foi encontrado em Nishida. Vários lugares do Período Final do Jonmon (1 900 – 1 300 AC), incluindo Tateishi, Makumae e Hatten contêm bonecos de barro, máscaras e artefatos de argila em forma de nariz e orelha. No sítio de Kunenbashi, na cidade Kitakami, foram encontradas espadas de pedra, tabuleiros e ferramentas, bem como bonecos, brincos e cacos de cerâmica do Período Final do Jonmon (1 300 – 300 AC).
Os resquícios mais antigos da presence japonesa no local datam de 630, quando diz-se que o Santuário de Hakusanfoi construído no Monte Kanzan, onde hoje é Hiraizumi. Nessa época, vários comerciantes, caçadores, aventureiros, padres e criminosos rumavam para Iwate. Em 712, a província de Mutsu, que englobava toda a região de Tohoku, teve sua região oeste das Montanhas de Ou cindidas na província de Dewa. Em 729, o templo de Kokuseki-ji foi fundado onde hoje é Mizusawa, cidade de Oshu, pelo padre itinerante Gyoki.
Pouco se sabe sobre as relações entre esses japoneses que viviam na fronteira e os nativos Emishi, mas no ano de 776 houve uma guinada para pior, quando grandes contingentes do exército Yamato invadiram Iwate, atacando as tribos Isawa e Shiwa em fevereiro e novembro daquele ano. Mais confrontos aconteceram nos anos seguintes, principalmente em Dewa e na região sul de onde hoje é a prefeitura de Iwate. Essa situação continuou até março de 787, quando o exército Yamato sofreu uma desastrosa derrota na Batalha da Vila Sifuse, onde hoje é Mizusawa, cidade de Oshu. Lá, More e Aterui, líderes Emishi, liderando um grande contingente de cavalaria, cercaram a infantaria de Yamato e os empurraram em direção ao Rio Kitakami, onde suas armaduras pesadas foram mortais. Mais de mil soldados se afogaram naquele dia. O general japonês Ki no Asami Kosami foi "repreendido" pelo Imperador Kammu quando retornou a Kyoto.
Como os japoneses não conseguiam vencer no campo de batalha, eles apelaram para outros meios a fim de conquistar os Emishis. O comércio de mercadorias de ferro de qualidade e de sake fizeram os Emishi dependentes dos japoneses por esses bens valiosos. Subornos foram oferecidos para os líderes Emishi na forma de cidadania japonesa e status, caso eles se rendessem. No final, uma campanha de queimar plantações e seqüestrar mulhres e crianças Emishi para os realocarem no Japão Ocidental foi adotada. Muitos guerreiros desistiram de lutar para se juntarem a suas famílias de novo. 
Em 801, Sakanoue no Tamuramaro começou uma nova campanha contra Isawa Emishi, tendo um relative sucesso. Finalmente, em 15 de abril de 802, os líderes Emishi More e Aterui renderam-se com cerca de 500 guerreiros. Os capturados foram levados a uma audiência em Kyoto com o imperador e foram decapitados em Moriyama, na província de Kawachi, contra a vontade do General Sakanoue. Esse ato de crueldade enfureceu os Emishi, levando a mais de 20 anos de combates.
Após a rendição, várias fortalezas de modelo chinês foram construídas ao longo do Rio Kitakami. Em 802, A fortaleza de Isawa foi construída onde hoje é Mizusawa, cidade de Oshu. Em 803, o Forte Shiwa foi construído onde hoje é a cidade de Morioka e em 812 o Forte Tokutan também foi construído em Morioka.

### Origem do nome
Há algumas teorias sobre a origem do nome "Iwate", mas a mais conhecida é a lenda "Oni no tegata", que é associada ao Mitsuishi ou Santuário das "Três Rochas", em Morioka. Fala-se que essas rochas foram jogadas em Morioka por uma erupção do Monte Iwate. De acordo com a lenda, existia um demônio que sempre atormentava o povo local. Quando o povo rezou para os espíritos de Mitsuishi por proteção, o demônio foi imediatamente acorrentado a essas rochas e forçado a prometer nunca mais atormentar o povo outra vez. Como um selo desse juramento, o demônio deixou a marca de seu dedo em uma das rochas, assim dando origem ao nome Iwate, literalmente "mão na rocha". Até hoje, após uma chuva fala-se que a marca do dedo do demônio pode ser vista lá.

## Geografia

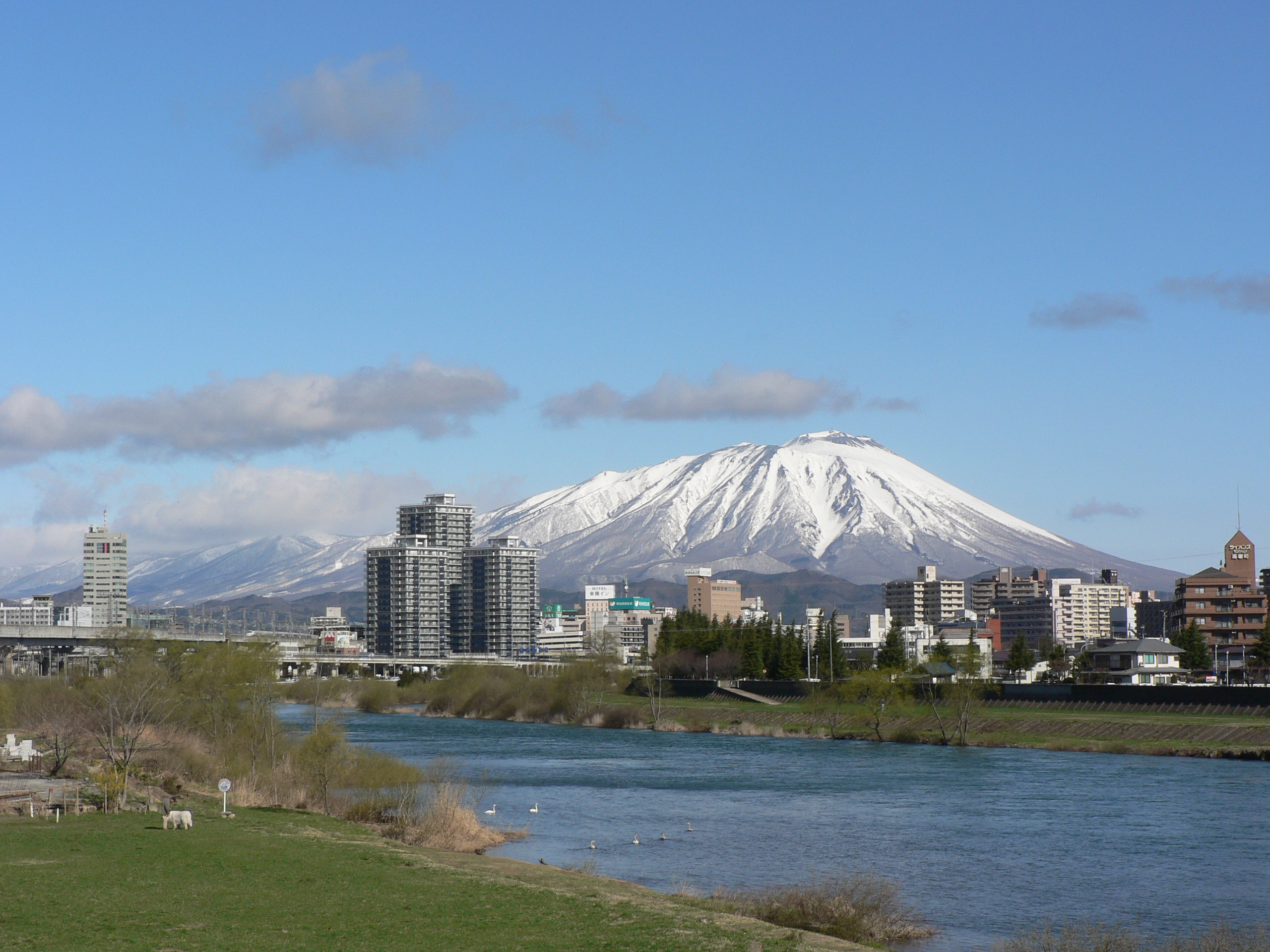
Monte Iwate e a cidade de Morioka

Iwate é banhado pelo Oceano Pacífico ao leste, com penhascos rochosos ao longo da maior parte do litoral, com algumas praias de areia branca. A fronteira com a prefeitura de Akita ao oeste é formada pelos cumes mais altos das Montanhas Ou. A prefeitura de Aomori encontra-se ao norte, enquanto a prefeitura de Miyagi localiza-se ao sul.
O terreno onde encontra-se a prefeitura de Iwate é o mais antigo do Japão. Ainda existem vulcões ativos como o Monte Iwate (com 2 038 metros, o ponto mais alto da prefeitura) e o Monte Kurikoma (1 627 metros) nas montanhas de Ou. Entretanto, as Montanhas Kitakami que atravessam o centro da prefeitura de norte a sul são mais antigas e não estão mais ativas por milhares de anos. O Monte Hayachine (1 917 metros), que localiza-se no centro de Kitakami, é único de diversas maneiras. É o mais antigo e a montanha mais ao leste de todo o território japonês. Isso lhe dá um ecossistema único que abriga plantas exóticas que não podem ser vistas em nenhum outro lugar no mundo.
Além dessas duas cadeiras de montanhas e o litoral rochoso, a prefeitura distingue-se pelo Rio Kitakami, que fui de norte a sul entre as cadeias montanhosas de Ou e Kitakami. É o quarto rio mais longo do Japão e o mais longo de Tohoku. A bacia do Kitakami é ampla e fértil, oferecendo um lugar para as grandes cidades, parques industriais e fazendas da prefeitura.
No passado, Iwate era famosa por sua riqueza mineral, especialmente ouro, ferro, carvão e enxofre, que hoje não são mais produzidos. Há uma abundância de água quente que é usada em fontes termais (onsen), que são a base de um setor da economia próspero. As florestas da prefeitura são outro recurso valioso. Antes da Segunda Guerra Mundial, as florestas eram inteiramente formadas de faia, mas desde então, passou-se a produzir mais o cedro japonês, cujo crescimento é mais rápido. Entretanto, recentemente passou a existir uma pressão para se restaurar as florestas de faia em algumas áreas. 

### Origem do nome
O nome Iwate (岩手) significa literalmente "mão na rocha" ou "mão da rocha", e vem do distrito de Iwate, onde fica a capital, Morioka.

### Cidades
Em negrito, a capital da prefeitura.
| - Hachimantai (八幡平市) - Hanamaki (花巻市) - Ichinoseki (一関市) - Kamaishi (釜石市) - Kitakami (北上市) | - Kuji (久慈市) - Miyako (宮古市) - Morioka (盛岡市) - Ninohe (二戸市) | - Ofunato (大船渡市) - Oshu (奥州市) - Rikuzentakata (陸前高田市) - Tono (遠野市) |

### Distritos
| - Distrito de Hienuki (稗貫郡) - Distrito de Higashiiwai (東磐井郡) - Distrito de Isawa (胆沢郡) - Distrito de Iwate (岩手郡） | - Distrito de Kamihei (上閉伊郡) - Distrito de Kesen (気仙郡) - Distrito de Kunohe (九戸郡) - Distrito de Ninohe (二戸郡) | - Distrito de Nishiiwai (西磐井郡) - Distrito de Shimohei (下閉伊郡) - Distrito de Shiwa (紫波郡) - Distrito de Waga (和賀郡) |

## Cultura
Matsuo Basho visitou e escreveu sobre Iwate durante a viagem descrita em Oku no Hosomichi. Em particular, Hiraizumi inspirou ele.

## Economia
As indústrias de Iwate estão concentradas ao redor de Morioka e são especializadas em semicondutores e comunicações.

## Política
O atual governador é Takuya Tasso (達増拓也), que está nesta posição desde 30 de abril de 2007.

## Demografia
A população atual de Iwate em 1 de outubro de 2007 é de 1 363 702 habitantes, sendo 651 730 homens e 711 972 mulheres.
Os registros mais antigos de censo datam de 1907, quando a população de Iwate era de 770 406 habitantes, com 389 490 homens e 380 916 mulheres. Esse também é o único censo a registrar mais homens do que mulheres.
Em 1935, a população de Iwate ultrapassou a marca de um milhão de habitantes, alcançando uma população de 1 095 793.
Em 1985, a população da prefeitura alcançou o maior valor da história, com 1 433 611 habitantes.
O censo de 1950 registrou a maior quantidade de nascimentos na prefeitura, com 45 968 registros. Desde então, houve um leve declínio para 10 344 nascimentos em 2007. O maior número de mortes foi registrado em 1945, com um total de 32 614. O número de falecimentos diminuiu aos poucos até 1980, quando atingiu seu menor valor, de 9 892. Desde então o número de mortes aumentou gradualmente para 14 774 registro em 2007.
Graças aos avanços da medicina, o número de crianças mortas ao nascer diminuiu de 4 246, em 1950, para apenas 332, em 2007.
O número de casamentos na prefeitura também diminuiu de 13 055, em 1950, para sua maior baixa de todos os tempos, de 6 354, em 2007.

## Educação

### Universidades, colégios (de curto período) e Kosens (colégios especializados)

#### Universidades
| Universidades públicas - Universidade de Iwate (岩手大学) - Universidade prefeitural de Iwate (岩手県立大学) | Universidades particulares - Universidade de Morioka (盛岡大学) - Universidade Fuji (富士大学) - Universidade Médica de Iwate (岩手医科大学) - Universidade Kitasato (北里大学)（departamento de indústria pesqueira） |

#### Colégios (de curto período)
| Colégios Públicos - Universidade prefeitural de Iwate-Colégio de Morioka (岩手県立大学盛岡短期大学部) - Universidade prefeitural de Iwate-Colégio de Miyako (岩手県立大学宮古短期大学部) | Colégios Particulares - Colégio da Universidade de Morioka - Colégio Júnior Shūkō (修紅短期大学) |

#### Kosens (colégios especializados)
- Colégio de tecnologia nacional Ichinoseki (国立一関工業高等専門学校)

## Turismo

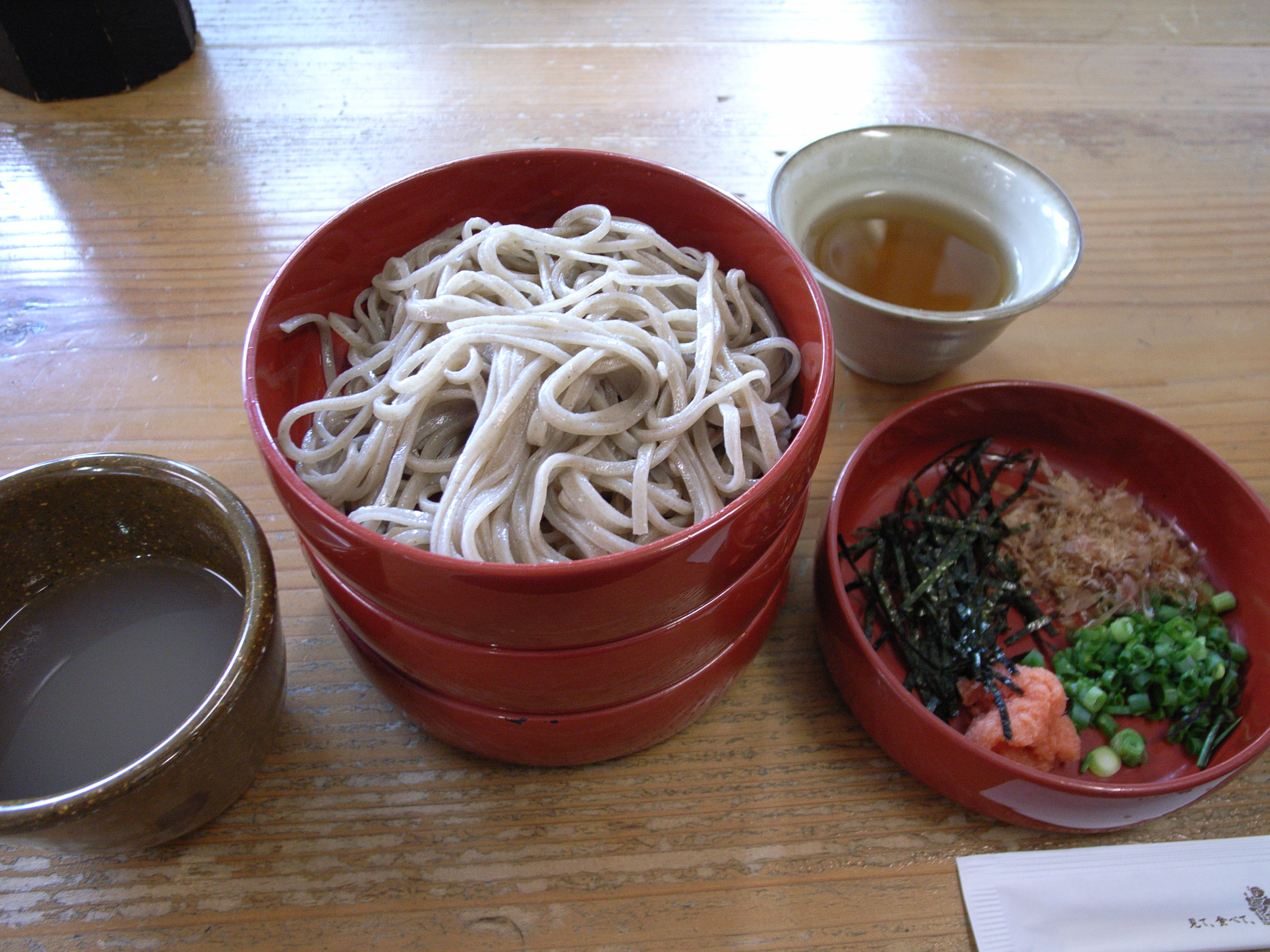
Wanko soba

Iwate é principalmente conhecida por sua natureza, seus onsens e sua culinária. De lá também são conhecidos dois grandes escritores que contribuíram muito para a literatura atual japonesa: Takuboku Ishikawa e Kenji Miyazawa. Há também o Parque de Iwate, onde ficam os restos do Castelo de Morioka.

### Pratos famosos
- Wanko soba (わんこそば) - soba colocado em pequenas quantidades de cada vez na tigela; o servidor coloca uma porção, a pessoa come, e isso se repete ritmicamente até a pessoa tampar a tigela indicando que já está satisfeita.
- Morioka rēmen (盛岡冷麺) - macarrão com sopa fria picante, geralmente acompanhada de uma ovo cozido, kimchi e pepino conservado em vinagre.
- Ja-ja men (じゃじゃ麺) - macarrão parecido com o udon, acompanhado por miso com carne, gergelim e alho, e pepino fatiado por cima. Ao lado do prato é colocada uma porção de gengibre como tempero.

### Lista de onsens famosos

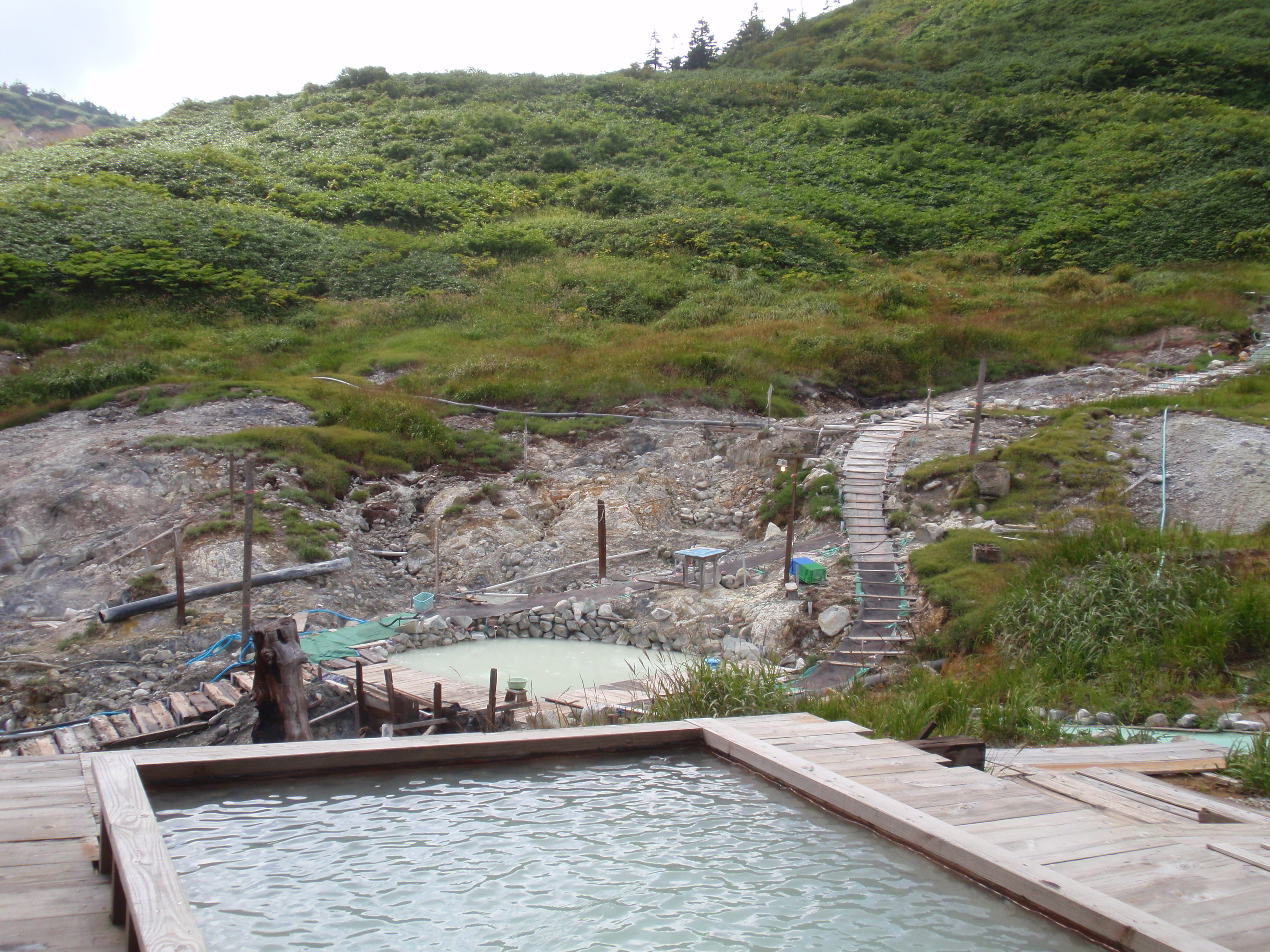
Tōshichi onsen

#### Sul do pé do Monte Iwate
- Amihari onsen (網張温泉)
- Ōshuku onsen (鶯宿温泉)
- Minami Amihari Arine onsen (南網張ありね温泉)

#### Hachimantai
- Matsukawa onsen (松川温泉)
- Tōshichi onsen (藤七温泉)

#### Hanamaki
- Dai onsen (台温泉)
- Ōsawa onsen (大沢温泉)
- Namari onsen (鉛温泉)

#### Outros
- Sukawa Kōgen onsen (須川高原温泉)
- Kunimi onsen (国見温泉)
- Getō onsen (夏油温泉)

## Símbolos da prefeitura
- Flor: Paulónia-imperial (Paulownia tomentosa)
- Árvore: Pinheiro vermelho japonês (Pinus densiflora)
- Pássaro: Faisão-de-coleira ( Phasianus colchicus )